# You're the Best Thing About Me
You're the Best Thing About Me è un singolo del gruppo musicale irlandese U2, pubblicato il 6 settembre 2017 come primo estratto dal quattordicesimo album in studio Songs of Experience.

## Descrizione
Il chitarrista The Edge, ha affermato che la composizione del brano è partita dal tentativo di scrivere una canzone nello spirito della Motown, unendo musica ritmica ad un umore gioioso, sebbene abbia specificato che a canzone ultimata non c'era niente di «ovviamente Motown». Sempre secondo The Edge, la canzone è stata una delle tante novità dell'album per il quale Bono ha scritto canzoni per i suoi amici e per la famiglia dopo aver avuto un «grande spavento dove non era certo che sarebbe stato molto in giro in futuro». Bono, autore del testo, lo ha scritto dopo il risveglio da un incubo nel quale aveva sognato di aver «distrutto il suo rapporto con la moglie Ali». Bono ha descritto la canzone come «una gioia sfrenata», qualcosa che lui ed Edge avevano detto era più importante che mai nei «tempi difficili» in cui si vive.
Il titolo della canzone è stato ispirato da un commento che il giornalista Eamon Dunphy ha fatto a Bono, in un bar di Dublino, durante un'intervista, dicendogli che la cosa migliore di lui è proprio sua moglie Ali.

## Promozione
You're the Best Thing About Me ha fatto il suo esordio dal vivo nell'agosto 2016 come collaborazione tra U2 e il DJ norvegese Kygo, che ha suonato durante la sua performance live al Cloud 9 Festival. La versione finale della canzone è stata completata una settimana prima della sua uscita come singolo. La copertina del singolo mostra la figlia di The Edge, Sian Evans, fotografata da Anton Corbijn.

## Video musicale
Il video è stato diretto da Jonas Åkerlund e reso disponibile il 27 settembre 2017. Girato a New York, esso raffigura i membri della band mentre visitano alcune zone della città a piedi o su un autobus a due piani, per poi eseguire parti del brano di fronte alla skyline della città.
La band ha dichiarato che il video è «una tappezzeria visiva di omaggio a New York e una serenata ai simboli iconici della città della compassione e della libertà statunitense».

## Tracce
Testi di Bono, musiche degli U2.
1. You're the Best Thing About Me – 3:45

Download digitale – remix
1. You're the Best Thing About Me (U2 / Kygo) – 4:19

Download digitale – Acoustic Version
1. You're the Best Thing About Me (Acoustic Version) – 3:47

## Formazione
Crediti tratti dal libretto di Songs of Experience.
Gruppo
- Bono – voce
- The Edge – chitarra, voce, tastiera
- Adam Clayton – basso
- Larry Mullen – batteria

Altri musicisti
- Ryan Tedder – programmazione
- Jacknife Lee – programmazione, tastiera aggiuntiva
- Brent Kuzle – programmazione aggiuntiva
- Davide Rossi – strumenti ad arco

Produzione
- Jacknife Lee – produzione, ingegneria del suono
- Ryan Tedder – coproduzione
- Steve Lillywhite – coproduzione, missaggio
- Brent Kuzle – coproduzione
- Rich Rich – ingegneria del suono
- Tyler Spry – ingegneria del suono
- Matt Bishop – ingegneria del suono
- Matty Green – ingegneria del suono
- Barry McCready – assistenza tecnica
- Christopher Henry – ingegneria del suono aggiuntiva
- Richard Rainey – ingegneria del suono aggiuntiva
- Greg Clooney – ingegneria del suono aggiuntiva
- Gosha Usov – assistenza tecnica
- Alan Kelly – assistenza tecnica
- Kelana – missaggio
- Tom Elmhirst – missaggio aggiuntivo
- Brandon Bost – assistenza al missaggio

## Classifiche
| Classifica (2017)                | Posizione massima |
| -------------------------------- | ----------------- |
| Australia                        | 83                |
| Belgio (Fiandre)                 | 29                |
| Belgio (Vallonia)                | 45                |
| Finlandia                        | 25                |
| Francia                          | 24                |
| Irlanda                          | 66                |
| Italia                           | 78                |
| Portogallo                       | 63                |
| Regno Unito                      | 92                |
| Spagna                           | 8                 |
| Stati Uniti (adult top 40)       | 16                |
| Stati Uniti (alternative)        | 21                |
| Stati Uniti (rock & alternative) | 5                 |
| Svezia                           | 94                |
| Svizzera                         | 48                |
| Ungheria                         | 13                |